# Ar meno un quejío
Ar meno un quejío és una pel·lícula dirigida per Fernando de France l'any 2005. Ha estat doblada al català.

## Argument
Luna és una directora aficionada que coneix a un mestre de la composició i el cant flamenc anomenat Chico Ocaña. Després d'un concert d'aquest amb el seu grup ella queda encantada amb el talent i l'art que demostra en l'escenari i mostra un gran interès per conversar amb ell. Chico accedeix sense problemes i amb desimboltura a les curiositats de Luna i congenien de forma especial. D'aquesta forma, a l'amant del cinema se li acudeix la idea de gravar un documental amb l'ajuda del seu promès Manu sobre el flamenc del segle xxi, vist i examinat per l'experiència de Chico Ocaña. Acceptat el repte comencen amb el treball aprofitant la gira que el seu grup té per Espanya i Cuba.
El contingut del documental se centra en l'impacte que la seva música té sobre els diferents països als quals acudeixen i la resposta que cada poble dona al flamenc d'aquest grup anomenat Los Mártires del Compás. "Ar meno un quejío" barreja els gèneres de ficció i documental amb l'objectiu que l'espectador descobreixi la força i els secrets del "flamenc urbà", que és la música que produeix el grup al qual pertanyia Chico Ocaña.

## Repartiment
- Jesús Díaz Benjumea
- Paul Berrondo
- Àlex Brendemühl
- Vicenta N'Dongo
- Chico Ocaña
- Julio Revilla
- Manuel Soto
- Rocío Vazquez
- Alberto Álvarez

## Premis
- #Palmarès del Festival de cinema espanyol de Màlaga Biznaga de plata a la millor pel·lícula l'any 2006